# Cerdic av Wessex
Cerdic av Wessex, död 534, var en engelsk monark. Han var kung av Wessex 519–534. 